# Obłudna gra
Obłudna gra (ang. Filthy Rich) – amerykański serial telewizyjny (dramat obyczajowy) wyprodukowany przez Wyolah Entertainment, Imagine Television, Fox Entertainment oraz 20th Television, który jest adaptacją nowozelandzkiego serialu o tym samym tytule.
Serial jest emitowany od 21 września 2020 roku przez FOX. Od 18 listopada serial będzie emitowany w polskiej telewizji na kanale FOX Polska.

## Fabuła
Fabula serialu skupia się na bogatej rodzinie, która prowadzi chrześcijański program. Wszystko zmienia się kiedy senior rodziny ginie w katastrofie lotniczej. Podczas czytania testamentu rodzina dowiaduje się, że miał on troje nieślubnych dzieci, które zostały uwzględnione w nim.

## Obsada

### Główna
- Kim Cattrall jako Margaret Monreaux[3]
- Melia Kreiling jako Ginger Sweet[4]
- Steve Harris jako Franklin Lee[4]
- Aubrey Dollar jako Rose Monreaux[3]
- Corey Cott jako Eric Monreaux[3]
- Benjamin Levy Aguilar jako Antonio Rivera[3]
- Mark L. Young jako Jason Conley[3]
- Olivia Macklin jako Becky Monreaux[5]
- Aaron Lazar jako Reverend Paul Luke Thomas
- Gerald McRaney jako Eugene Monreaux[4]
- Cranston Johnson jako Luke Taylor

### Role drugoplanowe
- Deneen Tyler jako Norah Ellington
- Aqueela Zoll jako Rachel
- Rachel York jako Tina Sweet
- Alanna Ubach jako Yopi Candalaria
- Lawrence Turner jako Casper
- Annie Golden jako Ellie
- Travis Howard jako Brother Corley
- Jared Bankens jako Augie
- Mason Beauchamp jako TK
- Joe Solana Simon jako Coma Jason
- Lo Graham jako Young Margaret
- Gabriel Yarborough jako Young Franklin
- Jeff Pearson jako Young Eugene

## Odcinki
| # | Tytuł         | Reżyseria   | Scenariusz   | Premiera w FOX       |
| - | ------------- | ----------- | ------------ | -------------------- |
| 1 | Pilot         | Tate Taylor | Tate Taylor  | 21 września 2020     |
| 2 | John 3:3      | Tate Taylor | Abe Sylvia   | 28 września 2020     |
| 3 | Psalm 25:3    | Jann Turner | Blair Singer | 5 października 2020  |
| 4 | Romans 8:30   |             |              | 19 października 2020 |
| 5 | Proverbs 20:6 |             |              | 26 października 2020 |

## Produkcja
Pod koniec lutego 2019 roku ogłoszono obsadę serialu, do której dołączyli: Kim Cattrall, Aubrey Dollar, Corey Cott, Benjamin Levy Aguilar oraz Mark L. Young.
W kolejnym miesiącu poinformowano, że  Gerald McRaney, Steve Harris, Melia Kreiling i Olivia Macklin zagrają w serialu.
13 maja 2019 roku stacja FOX ogłosiła zamówienie pierwszego sezonu dramatu, który zadebiutuje w sezonie telewizyjnym 2019/2020.
31 października serial został skasowany po jednym sezonie